# Ceropegia zambesiaca
Ceropegia zambesiaca är en oleanderväxtart som beskrevs av Masinde och Meve. Ceropegia zambesiaca ingår i släktet Ceropegia och familjen oleanderväxter. Inga underarter finns listade i Catalogue of Life.